# 愛宕念仏寺

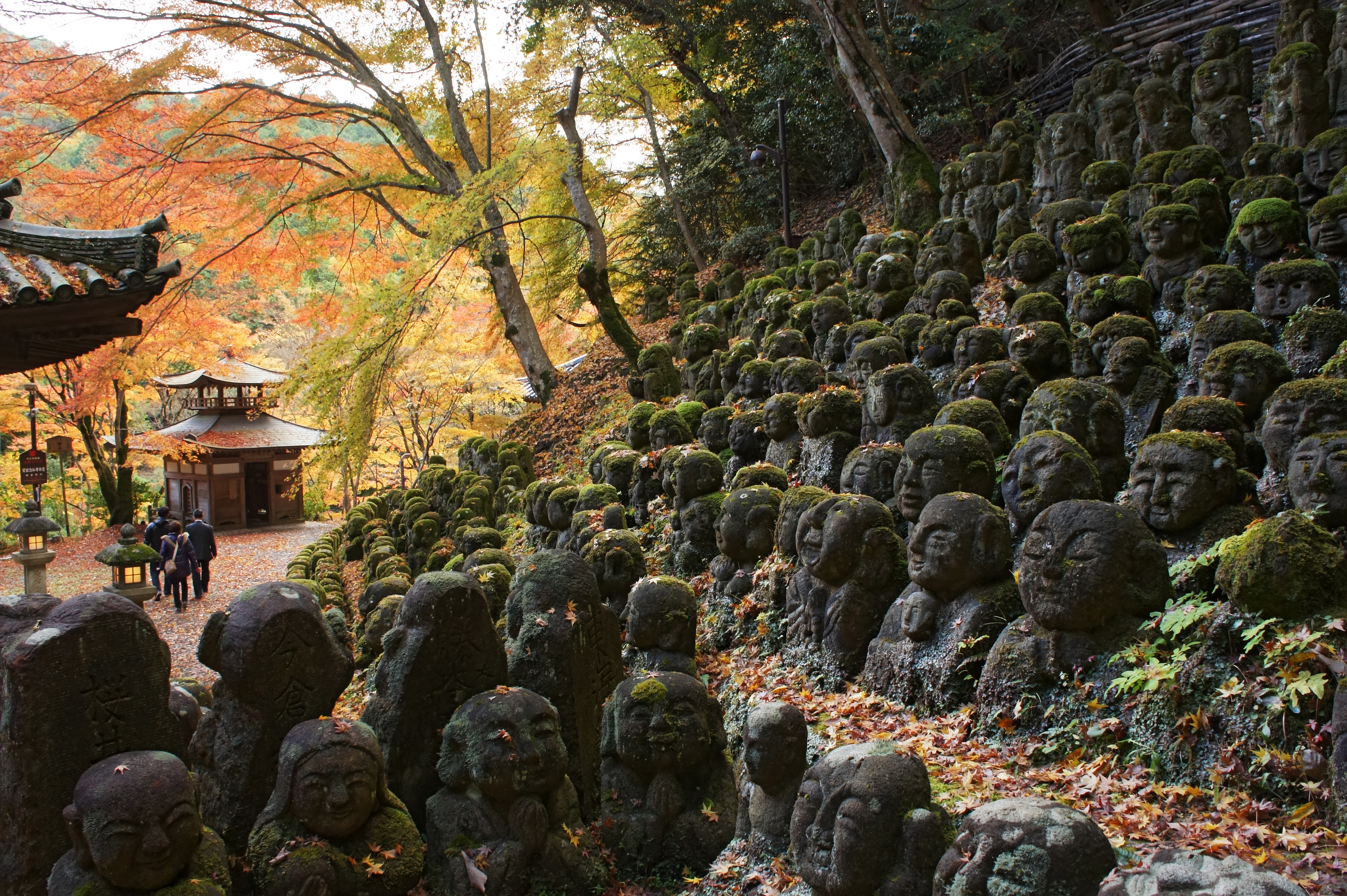
石像千二百羅漢

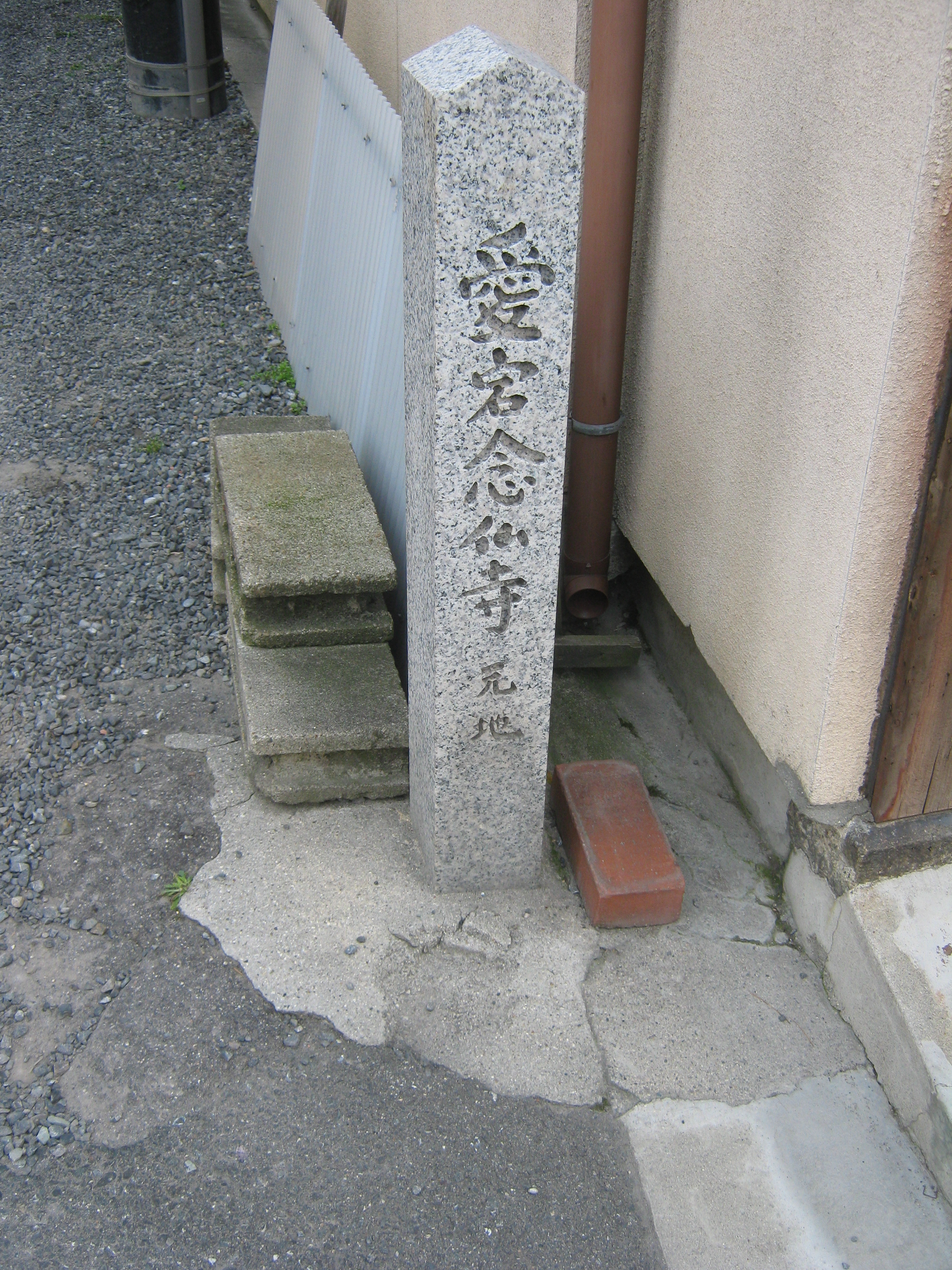
愛宕念仏寺の跡、
京都市東山区

愛宕念仏寺（おたぎねんぶつじ）は、京都市右京区嵯峨にある天台宗の寺院。山号は等覚山。本尊は厄除千手観音。別名千二百羅漢の寺。愛宕山愛宕神社参道の山麓の入り口に位置する「嵯峨野めぐりの始発点」として知られる。

## 歴史
天平神護2年（766年）、称徳天皇により今の京都・東山松原通の地、六波羅蜜寺の近くに愛宕寺として創建された。寺名の由来は山城国愛宕郡に初めて建てられた寺院だからだという。
平安時代初めには真言宗東寺派の末寺となっていたようである。醍醐天皇の時代、既に荒れ寺となっていたところ、近くを流れる鴨川の洪水で堂宇を流失、廃寺となってしまった。その後、醍醐天皇の命により天台宗の千観内供（伝燈大法師）が復興した。念仏上人と呼ばれていた千観が当寺で念仏を唱えていたことから、当寺はその名を愛宕念仏寺と改め、天台宗に属した。この際いったんは七堂伽藍を備え勅願寺としての体裁を整えたが、その後は興廃を繰り返し、最後は本堂、地蔵堂、仁王門を残すばかりとなった。
1922年（大正11年）、本堂の保存のために現在地に移築・移転し、復興を図る。しかし太平洋戦争中に無住となり、1950年（昭和25年）のジェーン台風で当寺は大きな被害を受けて荒れ果ててしまい、ついに廃寺となった。
1955年（昭和30年）、仏師で僧侶の西村公朝が天台宗本山延暦寺から当寺の再興を命じられ、住職に任じられたが、引き受けるのをためらったという。清水寺貫主・大西良慶の「それだけ傷んでおれば、草一本むしりとっても、石一つ動かしても、お前は復興者、復興者やと言ってもらえる。わしも手伝ってやるから」との激励を受け、復興に取りかかった。以来、仏師として全国を飛び回る傍ら境内の整備を行っている。
1980年（昭和55年）には、10年がかりの仁王門の解体修理が始められた他、本格的に境内の復興に着手している。翌1981年（昭和56年）からは一般の素人の参拝者が自ら羅漢像を彫って奉納する「昭和の羅漢彫り」が始められた。当初は500体が目標だったが、10年後には1,200体に達した。

## 境内
- 本堂（重要文化財） - 鎌倉時代中期再建。本尊の千手観音が祀られている。
- 石像千二百羅漢像
- 多宝塔 - 釈迦如来石像安置。
- 伝教大師像
- ふれ愛観音堂 - 絵馬堂。安置されている「ふれ愛観音」は撫でることができる。
- 地蔵堂 - あたご本地仏火除地蔵尊安置。
- 三宝の鐘
- 羅漢洞
- 庫裏
- 仁王門 - 江戸時代中期建立。金剛力士（仁王）像安置。

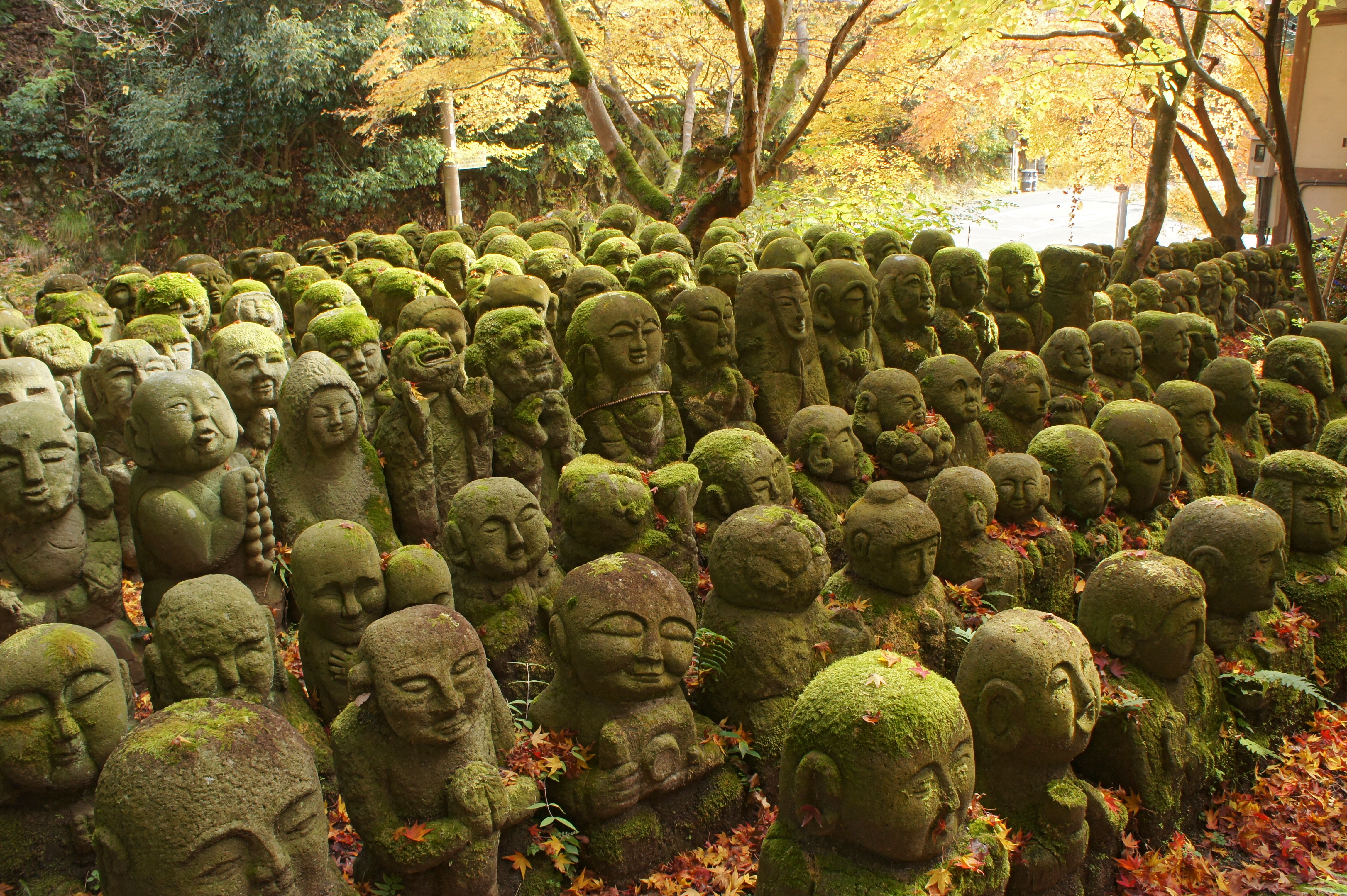
石像千二百羅漢
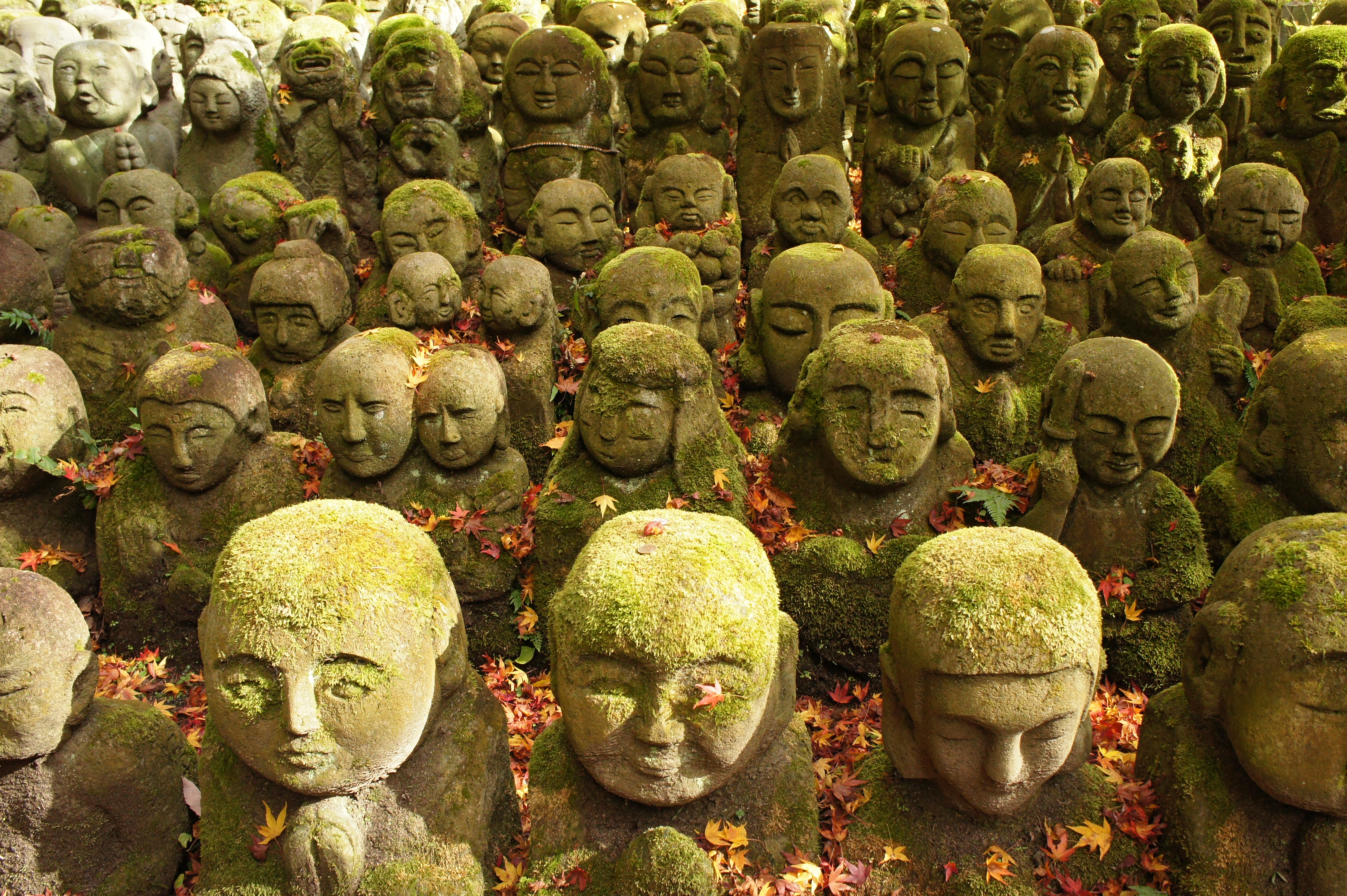
石像千二百羅漢
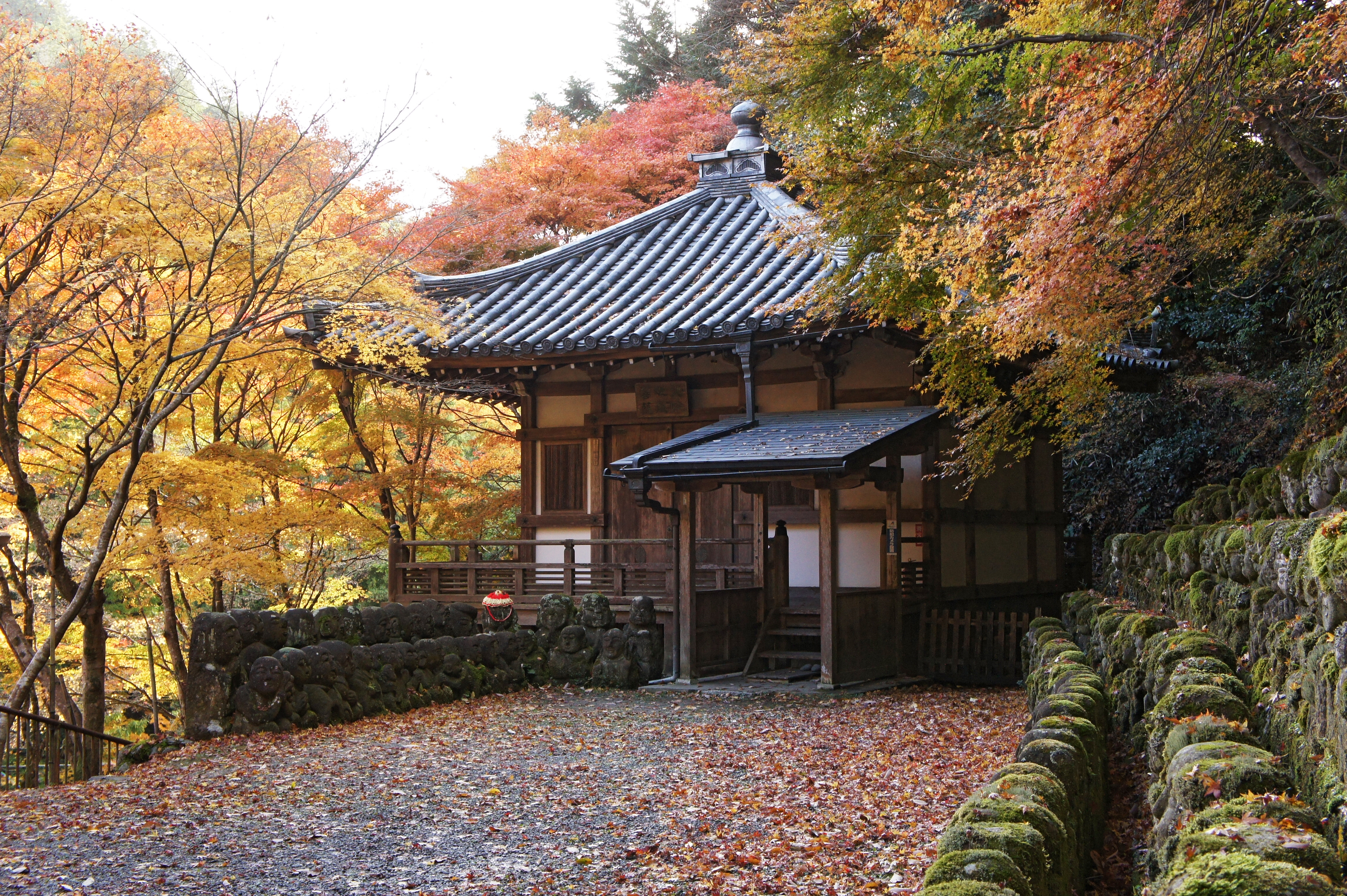
地蔵堂
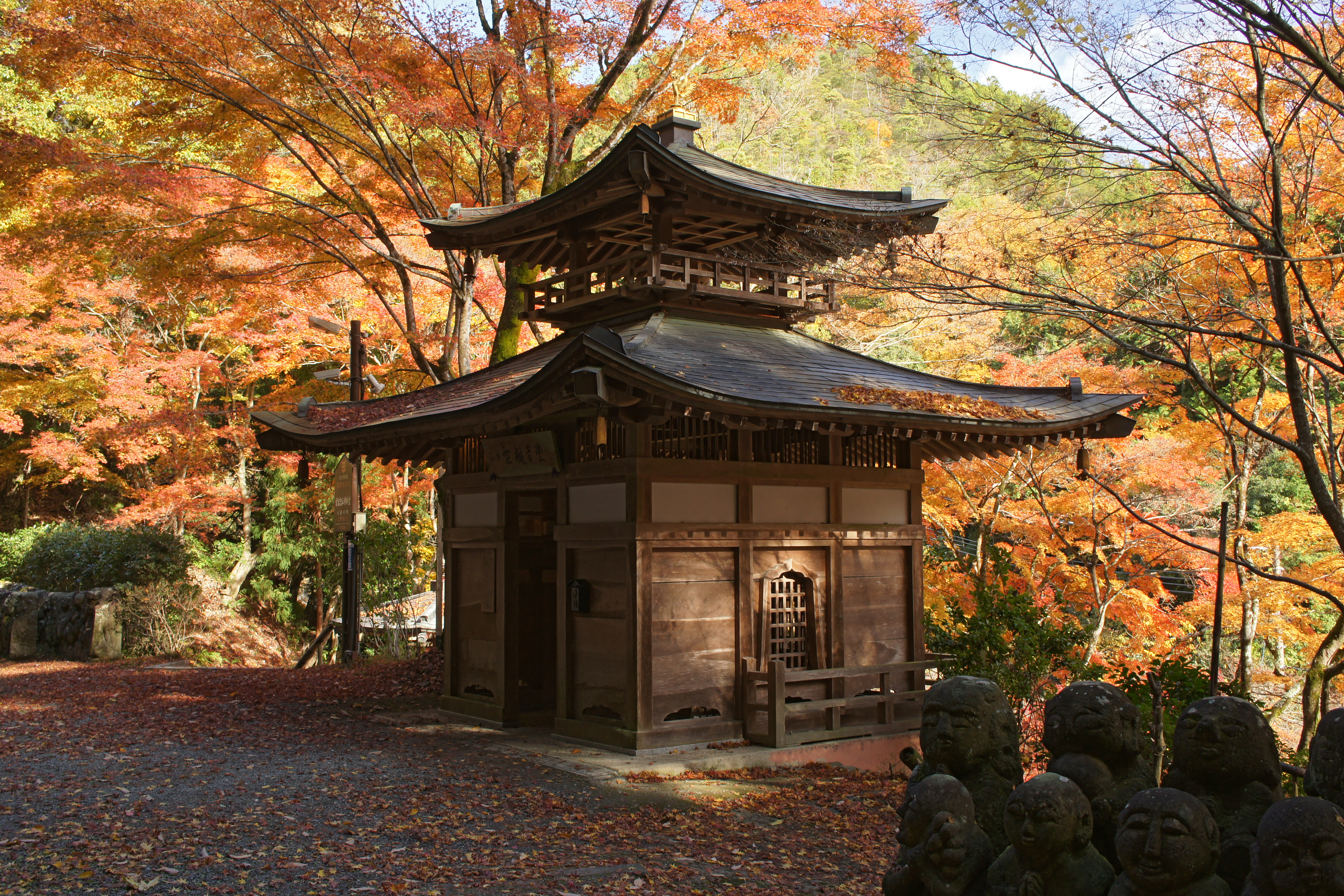
ふれ愛観音堂

## 文化財

### 重要文化財
- 本堂
- 木造千観内供坐像

### 京都市指定有形文化財
- 木造金剛力士像 2躯 - 鎌倉時代。

## 利用情報
- 閉門日 - 無休。
- 開門時間 - 9:00から16:15。

## 交通アクセス
- 阪急嵐山線 嵐山駅から嵐電嵐山駅経由の京都バス清滝行で18分、「愛宕寺前」下車すぐ。日中は1時間おきの運転のため、時刻を予め調べておく必要がある。また、土曜・休日は帰路のみ嵐電嵐山駅は経由しない。
- JR京都線 京都駅から京都バス72番清滝行で60分の「愛宕寺前」下車すぐだが、京都駅を17時台発の平日・休日1本、土曜2本しかないため、観光用には使えない。帰路も早朝のみ（休日は運休）のため観光用には使えない。
- 四条河原町・三条京阪から京都バス62番清滝行で60分の「愛宕寺前」下車すぐだが、四条河原町・三条京阪を朝7時台発の1本しかないので注意。帰路は早朝のみのため観光用には使えない。